# Euchontha
Euchontha is een geslacht van vlinders van de familie tandvlinders (Notodontidae), uit de onderfamilie Dioptinae.

## Soorten
- E. castrona Warren, 1906
- E. ciris Druce, 1893
- E. clareta Dognin, 1894
- E. commixta Warren, 1904
- E. frigida Walker, 1865